# 本田恵美
本田 恵美（ほんだ えみ、1973年9月1日 - ）は、日本の元アナウンサー（元中京テレビ放送）。

## 来歴
三重県津市出身。津市立高茶屋小学校、セントヨゼフ女子学園高等学校、椙山女学園大学卒業。血液型A型。
大学卒業後、1996年に中京テレビに入社。新人時代はバラエティ番組を担当することが多かったが、2000年代からは情報番組を主に担当していた。『ズームイン!!』シリーズでは長らく東海地区のキャスターを務めていた。
2012年1月に11歳年下の一般人と結婚し、同年4月28日に結婚式と披露宴を執り行った。5月25日をもって産前産後休業に入り、7月に女児を出産した。
2013年12月をもって中京テレビを退社することが、本人のブログ並びに佐藤啓アナウンス部長のブログにて発表された。

## 人物
- 元日本テレビアナウンサーの古市幸子とは系列局の同期かつ親友である[8]。

## 中京テレビ時代の担当番組
- 心にエール!ふるさと夢図鑑（リポーター）
- めざせ!総・楽・天（エンディングのミニコーナー担当）
- そっちこっち絶品勝負!! （リポーター）
- キャイ〜ンのギャロンパ（準レギュラー）
- ズームイン!!朝! （東海地区キャスター）
- クスクス（スタジオ進行）
- ズームイン!!SUPER （東海地区キャスター）
- ズームイン!!サタデー（東海地区キャスター）
- 中京テレビNEWSリアルタイム（不定期出演）
- エミエミ（司会・リポーター）
- NNNストレイトニュース 中京テレビローカルパート（水曜キャスター、「チュッキョ♥フィギュア」担当）
- ラッキーブランチ!! （スタジオ進行）
- news every.サタデー 中京テレビローカルパート
- アナアナ商会（不定期出演）
- NEWS ZERO 中京テレビローカルパート
- 真相報道 バンキシャ! 中京テレビローカルパート
- 幸せの黄色い仔犬（スタジオ進行、リポーター）
- SKE48の世界征服女子（司会）